# Брунико
Бру̀нико (на италиански: Brunico; на немски: Bruneck, Брунек) е град и община в северна Италия, провинция Южен Тирол, регион Трентино-Южен Тирол. Разположен е на 838 m надморска височина. Населението на града е 15 605 души (към 28 февруари 2010).

## Език
Официални общински езици са и италианският и немският. Най-голямата част от населението говори немски. В общината се говори и ладинският език
| %     | Роден език      |
| 14,9  | Италиански език |
| 83,14 | Немски език     |
| 1,35  | Ладински език   |

## Личности
Родени
- Мануела Мьолг (р. 1983), италианска скиорка от немски произход
- Манфред Мьолг (р. 1982), италиански скиор от немски произход